# Thurntaler
Le Thurntaler est une montagne qui s’élève à 2 404 m d’altitude dans les Hohe Tauern, en Autriche.